# 悲しみに負けないで/KOHAKU
『悲しみに負けないで/KOHAKU』（かなしみにまけないで/コハク）は、2004年10月27日に発売された下川みくにの11作目のシングル。
販売元はポニーキャニオン。

## 解説
『KOHAKU』は、テレビアニメ『グレネーダー 〜ほほえみの閃士〜』のWOWOW版でオープニング主題歌、『悲しみに負けないで』は同じくエンディング主題歌に起用された。なお『悲しみに負けないで』は、地上波版の同作品においては最終話のみエンディング主題歌として放送された。
また、『悲しみに負けないで』は、2005年4月から2009年6月まで関西地区のJ:COMチャンネルで放送されたバラエティ番組『ちょっと!駅まで』オープニングテーマ曲にも起用された。
プロモーションビデオでは、下川のピアノの弾き語りを中心とした映像が収録されている。
3曲目の『TRUE LOVE（通りがかり弾き語りバージョン）』は、現在の所アルバムには未収録となっている。
この曲の詞におけるキーワードは『涙』とのことで、この曲について下川は「人間は前ばかり見てると疲れる。涙を流す前と後で気分が全然違いと思うし、我慢しなきゃいけない時は多いけど泣きたいときは泣いて欲しい。私も強がりで負けず嫌いな所はあるけど、時にはへこたれたっていいじゃんと言いたかった。夢や目標へ悩んだらこの曲で少しでも楽になってくれたらと思う」と話している。
「KOHAKU」は作詞者の奥井雅美が2011年にアルバム『Self Satisfaction II』でセルフカバーした。

## 収録曲
1. 悲しみに負けないで [5:36]
作詞・作曲 - 下川みくに、編曲 - Sin
  - テレビアニメ『グレネーダー 〜ほほえみの閃士〜』エンディングテーマ
  - 関西地区J:COMチャンネル「ちょっと!駅まで」（2005年4月～2009年6月放送）オープニングテーマ曲
2. KOHAKU [4:11]
作詞 - 奥井雅美、作曲・編曲 - 矢吹俊郎
3. TRUE LOVE（通りがかり弾き語りヴァージョン） [5:06]
作詞・作曲・編曲 - 広沢タダシ
4. 悲しみに負けないで（instrumental） [5:34]
5. KOHAKU（instrumental） [4:10]

## 収録アルバム
- キミノウタ（『悲しみに負けないで』『KOHAKU』（album mix として））
- Mikuni Shimokawa Singles & Movies（『悲しみに負けないで』『KOHAKU』）
- 9 -Que!!- 下川みくにセルフカバーアルバム（『悲しみに負けないで』）
- 翼 〜Very Best of Mikuni Shimokawa〜（『悲しみに負けないで』）